# Tabontabon
Tabontabon é um município de  quinta classe de renda municipal (d) na província Leyte, nas Filipinas. De acordo com o censo de 1 de maio  de  2020 possui uma população de 11 902 pessoas e 3 102 domicílios.